# Litouws Roes'

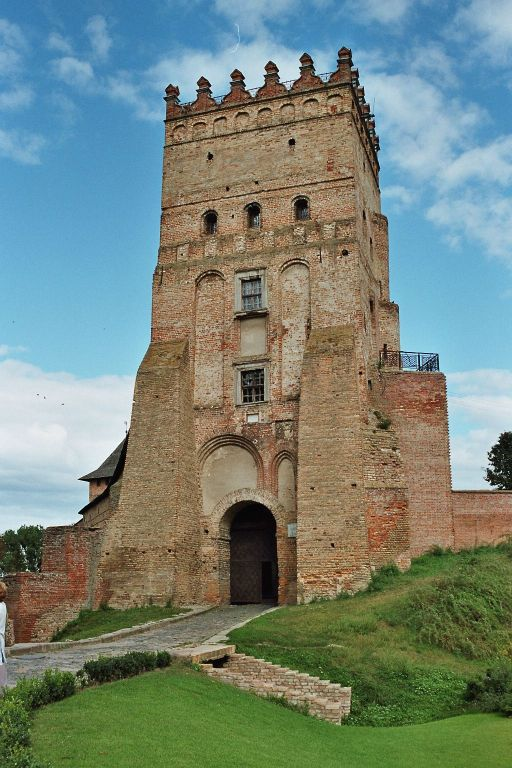
Liubartas' kasteel in Loetsk

Litouws Roes' (Belarusisch: Літоўская Русь Litoŭskaja Roes'; Oekraïens: Литовська Русь Lytovs'ka Roes'; Russisch: Литовская Русь Lytovskaja Roes') is een benaming van landen van de Roes' onder controle van het grootvorstendom Litouwen. Het woord Roes' (Русь, niet te verwarren met huidig Rusland, dat in het Russisch Россия Rossija heet) verwijst daarbij naar het Kievse Rijk, ook wel Kievse Roes' genoemd, dat van de 9e tot 13e eeuw bestond uit meerdere dynastiek verbonden Roes' vorstendommen. De Litouwse expansie naar enkele van deze Roes' vorstendommen begon in de 12e en 13e eeuw met Litouwse plundertochten naar de rijke handelswegen over de Westelijke Dvina (Daugava), Dnjepr (Dnipro), Pripjat en Westelijke Boeg, waaraan welvarende steden lagen. Na de Mongoolse invasie van het Kievse Rijk (1237–1242) vielen de Roes' vorstendommen uiteen, waar de Litouwse vorsten van profiteerden. Zij begonnen een gericht beleid te voeren om de Roes' landen te onderwerpen en hun hulpbronnen te gebruiken, wat naast oorlogen met de Duitse Orde de hoofdrichting van hun activiteiten werd. 
Het vestigen van controle over het land van de Roes' had een brede reikwijdte en werd bereikt door zowel agressieve militaire als vreedzame methoden zoals dynastieke huwelijksallianties en bezetting van landen zonder strijd. Veel Roes' gebieden kenden lange tijd een zekere mate van zelfbestuur. Tot het begin van de 15e eeuw slaagden de Litouwse vorsten erin hun macht uit te breiden naar de uitgestrekte gebieden van westelijk, zuidelijk en centraal Roes' (Smolensk, Boven-Oka en andere streken), en werden ze de belangrijkste kanshebbers voor het zogeheten "verzamelen van de Roes' landen". De westelijke, zuidelijke en centrale landen, die geleidelijk onder Litouws bestuur kwamen, werden in toenemende mate ook wel "Roethenië" genoemd (Latijn: Ruthenia) en de inwoners "Roethenen" (Latijn: Rutheni).
Als gevolg van de versterking van de grootvorsten van Moskou en een reeks Moskous-Litouwse Oorlogen begon het grondgebied van Litouws Roes' te krimpen, eerst als gevolg van militaire nederlagen en vervolgens als gevolg van de overdracht van de uitgestrekte zuidelijke landen van Roes' (hedendaags Oekraïne) aan de Poolse Kroon onder de voorwaarden van de Unie van Lublin in 1569. Vanaf dit punt tot aan de verdeling van het Pools-Litouwse Gemenebest in de tweede helft van de 18e eeuw viel Litouws Roes' over het algemeen samen met Wit-Roethenië, wat uiteindelijk Wit-Rusland oftewel Belarus zou gaan heten.

## Terminologie

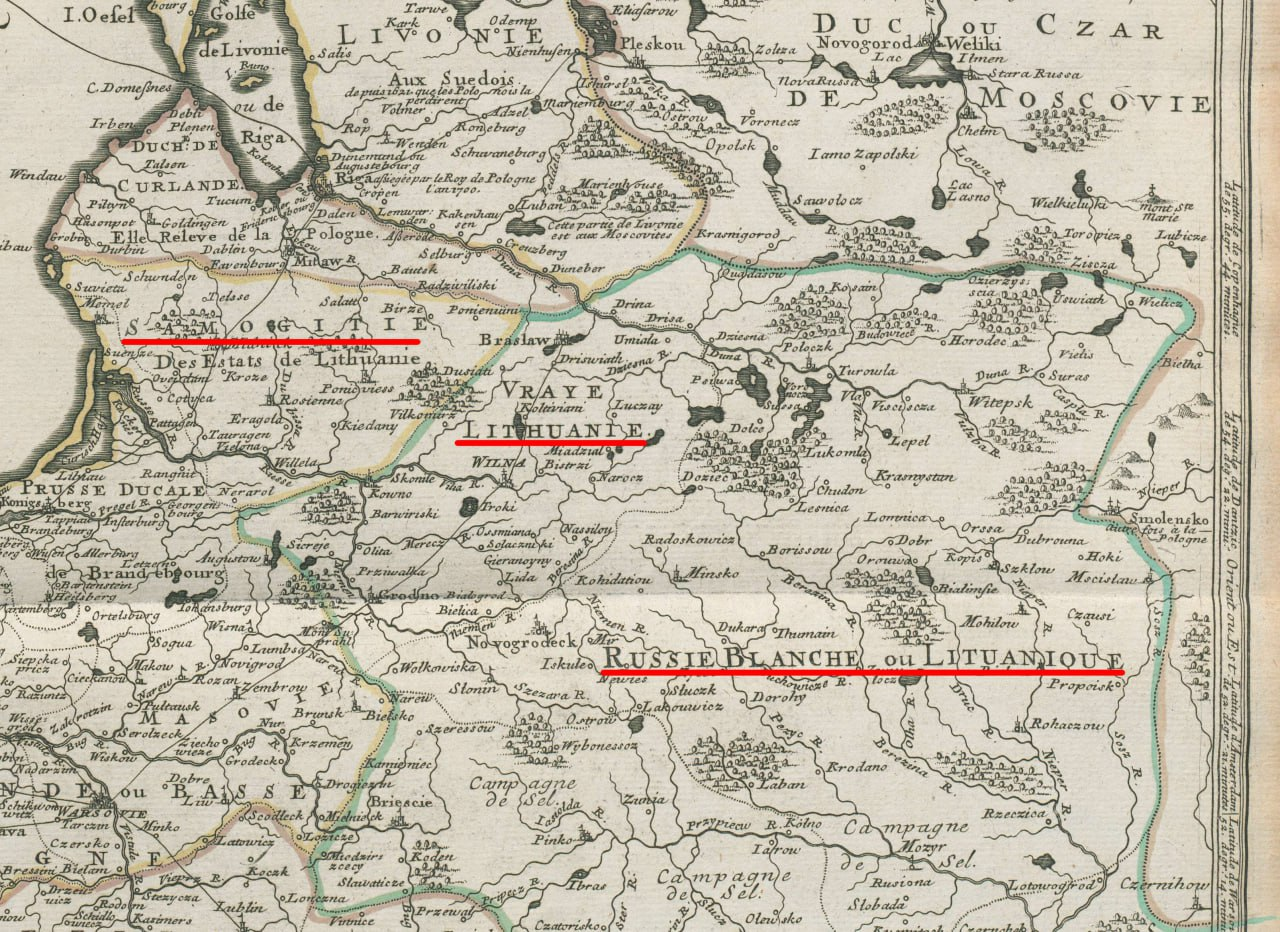
Wit of Litouws Roes' (Russie Blanche ou Lithuanique) op een Franse kaart uit 1700. Het noordwesten wordt aangeduid als "echt Litouwen" (Vraye Lithuanie).

Het concept "Litouws Roes'" ontstond in de 14e-15e eeuw als contrast met het concept "Moskovitisch Roes'". In de moderne geschiedschrijving verwijst de term "Litouws Roes'", in tegenstelling tot historische bronnen uit de late middeleeuwen en vroegmoderne tijd, naar het hele grondgebied van het historische Roes' dat onder de heerschappij van de Litouwse vorsten stond. De term "Litouws-Roes'"" wordt gebruikt in relatie tot historische figuren die onderdanen waren van de grootvorsten van Litouwen, maar die taalkundig, cultureel of etnisch Roes' waren (ook wel Roethenen genoemd).
Volgens de bevindingen van de Wit-Russische historici Michail Spiridonov en Vjatsjeslav Nosevitsj viel de grens tussen "Roes'" en "Litouwen" in de tijd van het grootvorstendom Litouwen niet samen met etnische en administratieve grenzen. Roes' werd gezien als slechts een deel van het historische grondgebied van de Kievse Roes. De Boven-Memel-regio, de Boeg-regio en het Pripjat-bekken, ook bewoond door een orthodoxe bevolking, werden respectievelijk "Litouwen", "Podlachië" en "Polesië" genoemd. Dit standpunt wordt algemeen gedeeld door een andere Wit-Russische historicus, Ales Bely, die ook aantoonde dat vanaf de jaren 1580 (na de Unie van Lublin en de inkorting van het grootvorstendom Litouwen) de naam "Wit-Roethenië" werd toegekend aan Litouws Roes'.
De inwoners van Litouws Roes' werden "Roethenen" genoemd, en deze naam veranderde, net als (Wit-)Roethenië, in de loop van de geschiedenis van betekenis in overeenstemming met het wisselende grondgebied van het grootvorstendom Litouwen. Ook werd voor de inwoners van het Litouwse Roes', evenals het hele grootvorstendom Litouwen, het polytoniem "Litvinen" gebruikt.

## Litouwse expansie naar Roes'

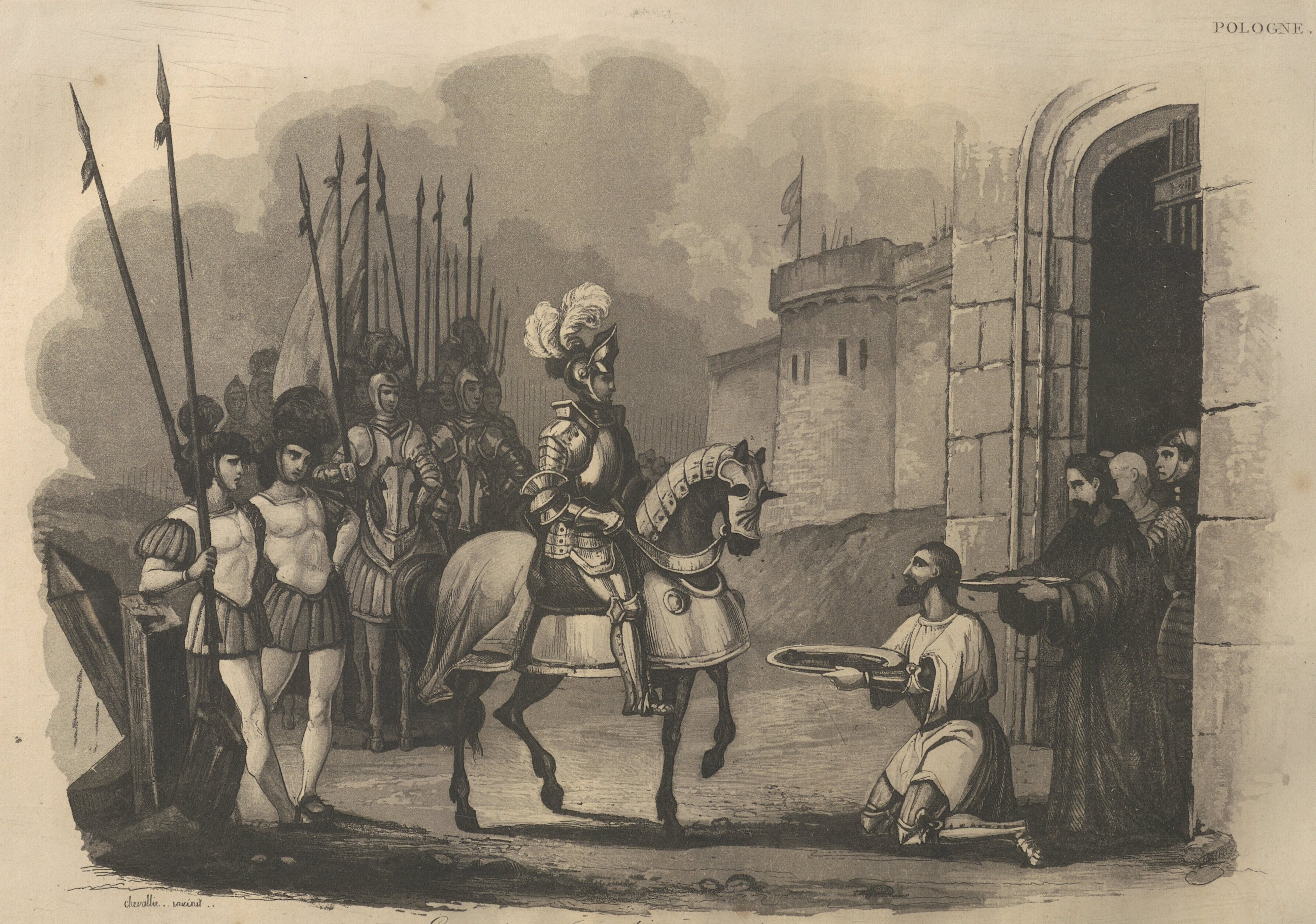
Gediminas komt Kiev binnen. Uit het werk van de Poolse historicus en cartograaf Leonard Chodzko (1824)

De eerste roofzuchtige campagnes van de Litouwse adel op Russisch grondgebied werden geregistreerd in de tweede helft van de 12e eeuw. De belangrijkste richtingen van de Litouwse campagnes waren de rijke handelsaders die door Polotsk, Toerov-Pinsk, Galicië-Wolynië en andere kleinere apanage-vorstendommen liepen. De Litouwers bouwden geallieerde betrekkingen op met enkele vorstendommen, bijvoorbeeld de vorstendommen Polotsk en Novogroedok. Op het grondgebied van Ponemania (de Memel-regio), dat in de 13e eeuw de kern werd van de vorming van het grootvorstendom Litouwen, was er een brede zone van actieve Balto-Slavische contacten van vreedzame aard.
Na de verzwakking van Roes' als gevolg van de Mongoolse invasie van het Kievse Rijk schakelden de Litouwse vorsten over van invallen naar een beleid van onderwerping van de Roes' vorstendommen. Mindaugas, die de katholieke doop en de koningstitel ontving, gaf dit streven een religieuze dimensie en kreeg steun van de pausen Innocentius IV en Alexander IV bij het missioneren van de Roes' "schismatici". Mindaugas moest dit doen onder de omstandigheden van een opstand die werd gesteund door externe vijanden, waaronder katholieken. Dit maakte het mogelijk om de oorlog met minimale verliezen te beëindigen. In 1261 deed Mindaugas weer afstand van het katholicisme. Tegen het midden van de 13e eeuw kwam de Republiek Novgorod onder de heerschappij van Mindaugas, die al vóór zijn doop door lokale bojaren uitgenodigd werd om daar te regeren, evenals in Volkovysk, Slonim en Zditov. Zijn beschermelingen regeerden in Polotsk, waar de stadsmensen hem vrijwillig accepteerden, en vanaf 1252 in Grodno. Er is geen bewijs van enige veldslag over de Roes' landen die deel uitmaakten van het grootvorstendom Litouwen, vanaf de midden-Memel (Grodno, Novogroedok) langs de Westelijke Dvina (Bratslav, Polotsk). Tegelijkertijd werden er campagnes ondernomen in de landen van Smolensk, Novgorod, Tsjernigov en Kiev, zoals Pian del Carpine schreef.

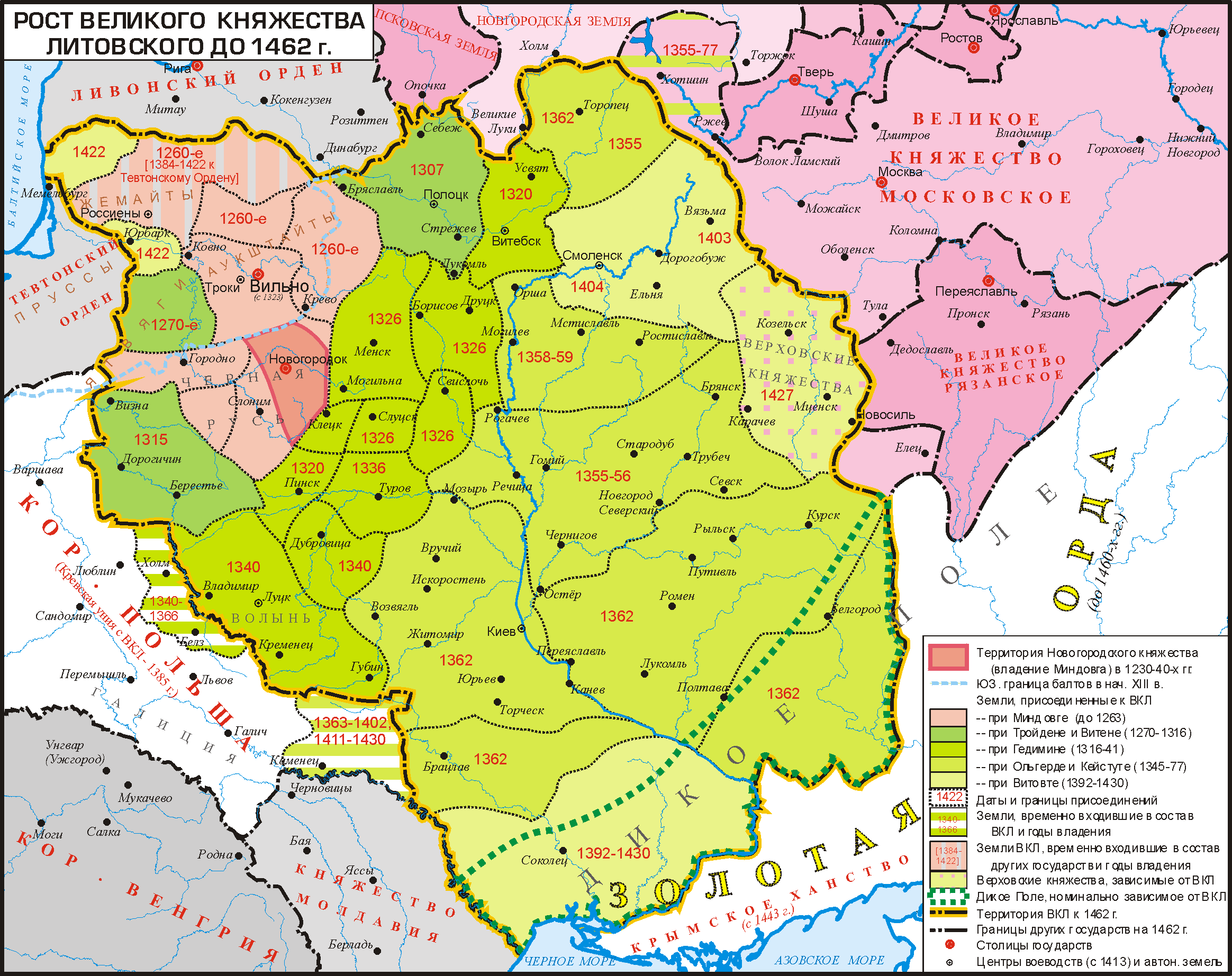
Groei van het grootvorstendom Litouwen tot 1462

De annexatie van Polotsk door Litouwen begon relatief vreedzaam en duurde tientallen jaren. De betrekkingen van de lokale elites met de Litouwse autoriteiten, eerst katholieken en daarna heidenen, bereikten het stadium van een condominium, waardoor het vorstendom Polotsk tussen Litouwen en Lijfland kon manoeuvreren. Daniel van Galicië probeerde een tijdje mee te dingen naar het bewind van Polotsk, maar zijn ondergeschiktheid aan de Gouden Horde maakte hem voor de inwoners onaanvaardbaar. Nadat verschillende Litouwse vorsten zich in Polotsk hadden gevestigd, werd het in 1307 definitief opgenomen in het grootvorstendom Litouwen.
Onder Gediminas verspreidde de macht van de Litouwse vorsten zich snel naar de voormalige apanages van het vorstendom Polotsk: Vitebsk (als resultaat van het dynastieke huwelijk van Ruriken en Gediminiden), Minsk, Droetsk en andere centra van de toekomstige Wit-Russische landen. De toetreding tot lokale zetels, ook in Zwart-Roethenië, verliep relatief vreedzaam. De Roes' landen werden óf zonder slag of stoot bezet, óf dankzij dynastieke huwelijksallianties opgenomen in het grootvorstendom Litouwen.
De Roes' bevolking begon in de richting van Litouwen te neigen, omdat de eisen relatief klein waren, en de invloed van de Roes' cultuur op de Litouwse elite het bewustzijn van culturele vreemdheid verzachtte. Het grootvorstendom Litouwen zou hen ook kunnen beschermen tegen de Mongolen en een einde kunnen maken aan de interne oorlogen.
In het begin van de jaren twintig van de 13e eeuw voerde Gediminas een campagne tegen Wolynië en viel vervolgens het vorstendom Kiev binnen. Nadat hij het fort Ovroetsj had ingenomen, naderde hij Zjitomir, dat na een korte belegering viel. Hierna trok het Litouwse leger van Gediminas richting Kiev, "alles op zijn pad plunderend en verbrandend". Rond het jaar 1323 zou de semi-historische Slag aan de Irpen hebben plaatsgevonden, hoewel dit niet helemaal zeker is. Naar verluidt versloeg Gediminas een coalitie van verschillende vorsten uit zuidelijk Roes', waarna de Kievse vorst Stanislav naar Rjazan vluchtte. Vervolgens namen de Litouwers zonder veel moeite Kiev, Perejaslavl, Kanev en andere steden van het Kievse land in, die zich aan hen overgaven op basis van vazalschap. Ongeveer 40 jaar lang, tot aan de Slag van de Blauwe Wateren, bleef zuidelijk Roes' hulde brengen aan de baskaken van de Gouden Horde, totdat het uiteindelijk onderdeel werd van het grootvorstendom Litouwen. In de jaren 1320 of iets later nam Litouwen bezit van Podlachië. Liubartas zat in 1340 op de troon van Volodimer'-Wolynski en Loetsk als resultaat van een dynastiek huwelijk met de plaatselijke dynastie. Vervolgens begon een langdurige oorlog tussen het grootvorstendom Litouwen en het koninkrijk Polen om de Galicisch-Wolynische erfenis. Uiteindelijk bleef Wolynië bij het grootvorstendom Litouwen, en Galicië ging naar het koninkrijk Polen. Podolië werd tussen beide machten verdeeld.
Rond 1360 veroverde Algirdas het vorstendom Brjansk en vervolgens, tijdens de jaren 1360-1370, Novgorod-Seversk, verwoest door de Mongolen. Als gevolg van de overwinning op de Horde bij de Blauwe Wateren breidde de Litouwse macht zich uit naar de uitgestrekte landen van Posemja (Poetivl, Rylsk, Koersk) en Posoelja. Rond dezelfde jaren werden Rzjev, Mstislavl, Belaja en Toropets weggenomen uit het vorstendom Smolensk. De Smolensker vorst Svjatoslav Ivanovitsj, die Mstislavl probeerde terug te nemen, werd verslagen door de Litouwse vorsten in de Slag aan de Vichra (1387), waarna Smolensk gedwongen werd de vazalafhankelijkheid van Litouwen te erkennen. De uiteindelijke integratie van Smolensk werd bereikt door Vytautas, die het in 1404 innam met de steun van een deel van de Smolensker bojaren. Onder het behoud van een zekere autonomie werden ook de Boven-Okavorstendommen afhankelijk van het grootvorstendom Litouwen.

## Legitimatie van de macht over Roes'
Naar het voorbeeld van Poolse auteurs uit de 15e en 16e eeuw, zoals Jan Długosz, Matvey Miechowski en Marcin Bielski, die een legitimerend verhaal creëerden voor de macht over Pools Roes', creëerden de Litouwse auteurs zoals Maciej Stryjkowski en Alexander Guagnini Litouws-centrische concepten die het grootvorstendom Litouwen in de historische arena als gelijkwaardige partner van het koninkrijk Polen plaatsten en het historische eigendomsrecht op de Roes' landen bevestigden. Onder invloed van deze auteurs verspreidde zich in Litouwen de legende van de nobele oud-Romeinse oorsprong van de heersende dynastie van de Gediminiden, die voortkwam uit de mythische Palemoniden, familieleden van Nero, die in de oudheid de Baltische stammen veroverden. De rechtvaardiging van de macht over de Roes' landen vloeide voort uit het feit dat de Roes' vorsten na de nederlaag tegen Batu vanwege hun onwaardigheid het recht op macht over hun volk zouden hebben verloren, terwijl de nakomelingen van Nero verplicht waren dit recht over te nemen en de Russen verlossing van chaos en anarchie te brengen.

## Afhankelijkheid van de Gouden Horde
In tegenstelling tot de historiografische opvatting van de 19e en het begin van de 20e eeuw betekende de toetreding van bepaalde Roes' landen tot het grootvorstendom Litouwen niet hun bevrijding van het juk van de Gouden Horde. De Litouwse heersers bleven de kans van de Horde tributen betalen uit de landen, die deze bleven beschouwen als hun eigendom, maar waarover de Litouwse vorsten toestemming kregen om te regeren. De situatie verschilde echter per regio. Wolynië kende bijvoorbeeld bijna geen baskaken en de reizen van de vorsten naar de Horde werden vervangen door deelname aan westerse campagnes. Kiev en Severië kenden beide. Podolië bracht nadat het zich bij het grootvorstendom Litouwen had aangesloten enige tijd geen tribuut aan de Horde.
Deze stand van zaken bleef gedurende bijna de hele 14e eeuw bestaan, totdat de Horde tekenen van verval begon te vertonen. Nadat hij bijvoorbeeld de troon van de kan tegen het einde van de jaren 1390 had verloren en in de hoop deze met de hulp van Litouwen terug te krijgen, gaf Tochtamysj, als de toekomstige kan van de Horde, de grootvorst van Litouwen Vytautas een document volgens welke hij afstand deed van de soevereine rechten van de Horde op de landen van het grootvorstendom. Deze schenking van Tochtamysj strekte zich uit tot het grondgebied van Kiev, Severië, Wolynië en Podolië. De overeenkomst met Tochtamysj leidde echter niet tot een volledige stopzetting van de tribuutbetalingen uit de Litouws-Roes' landen. In het midden van de 15e eeuw verzamelden Mongoolse baskaken nog tribuut van een aantal steden in het land van Kiev.
Het verval van de Horde veranderde echter de situatie. In toenemende mate begonnen Horde-toewijzingen het karakter te krijgen van een bevestiging van de vorst die al de troon had bestegen. Baskaken en andere Horde-bestuurders verdwenen, en de deelname van Roetheense troepen aan Horde-campagnes werd nominaal.

## Cultuur en sociale orde
De Roetheense cultuur beïnvloedde de Litouwse vorsten en domineerde enige tijd het grootvorstendom Litouwen. Een aantal Litouwse vorsten werd in de orthodoxie gedoopt, de rest bleef heidenen. De Wit-Russische historicus Igor Marzaljoek gelooft dat, volgens bronnen, "de orthodoxe doop Roethenen heeft gemaakt". vorsten uit de Gedimin-dynastie trouwden met christelijke vrouwen. Bij de administratie werd Oudroetheens gebruikt, dat zich ontwikkelde op basis van de Oudoostslavische en Kerkslavische talen, evenals lokale dialecten. Tot het midden van de 16e eeuw was de studie van Roetheens onder de Litouwse elite universeel.
Desondanks bleven tot de 16e eeuw bijna alle hoge adel en hoogste hoogwaardigheidsbekleders van het grootvorstendom Litouwen etnische Litouwers. De uitbreiding van de Litouwse staat naar Roes' landen leidde niet tot de integratie van de Roetheense adel in de heersende elite van deze staat. Tot de binnenste cirkel van de vorst behoorden nog enkele vorsten en Litouwse bojaren.
De opkomst van de Roetheense adel vond plaats onder de grootvorst Vaišvilkas. Aanvankelijk domineerden de Russen de raad van deze heerser, maar na de nederlaag van de oppositie in Nalšia en Deltuva namen de Litouwers het over.
In de jaren 50 van de 13e eeuw werden de landen met een Oost-Slavisch-orthodoxe bevolking in overeenstemming met de vorsten van Galicië-Wolynië geregeerd door een Roetheense vorst, de zoon van de Galicisch-Wolynische vorst Daniel.
Het grootvorstendom Litouwen was lange tijd gebaseerd op het principe van federalisme, waardoor de Roes' landen hun cultuur konden behouden en lange tijd konden leven binnen het raamwerk van de politieke tradities die vóór de 13e eeuw werden gevormd. Tot de 16e eeuw waren op de Roes' gebieden van het grootvorstendom rechtsnormen van kracht die teruggingen tot de Roesskaja Pravda. De geannexeerde vorstendommen sloten een reeks overeenkomsten met het grootvorstendom Litouwen. De grenzen van de vorstendommen, de bestuursstructuur en de immuniteitsrechten van de lokale heren bleven behouden, en in de vorstendommen regeerden lokale dynastieën. De plaatselijke adel was verplicht tribuut te brengen en deel te nemen aan militaire operaties. Als onderdeel van het grootvorstendom Litouwen waren er regio's die een zeker zelfbestuur kenden (Polotsk, Vitebsk, Smolensk, Kiev, Wolynië en andere landen).

## Godsdienst

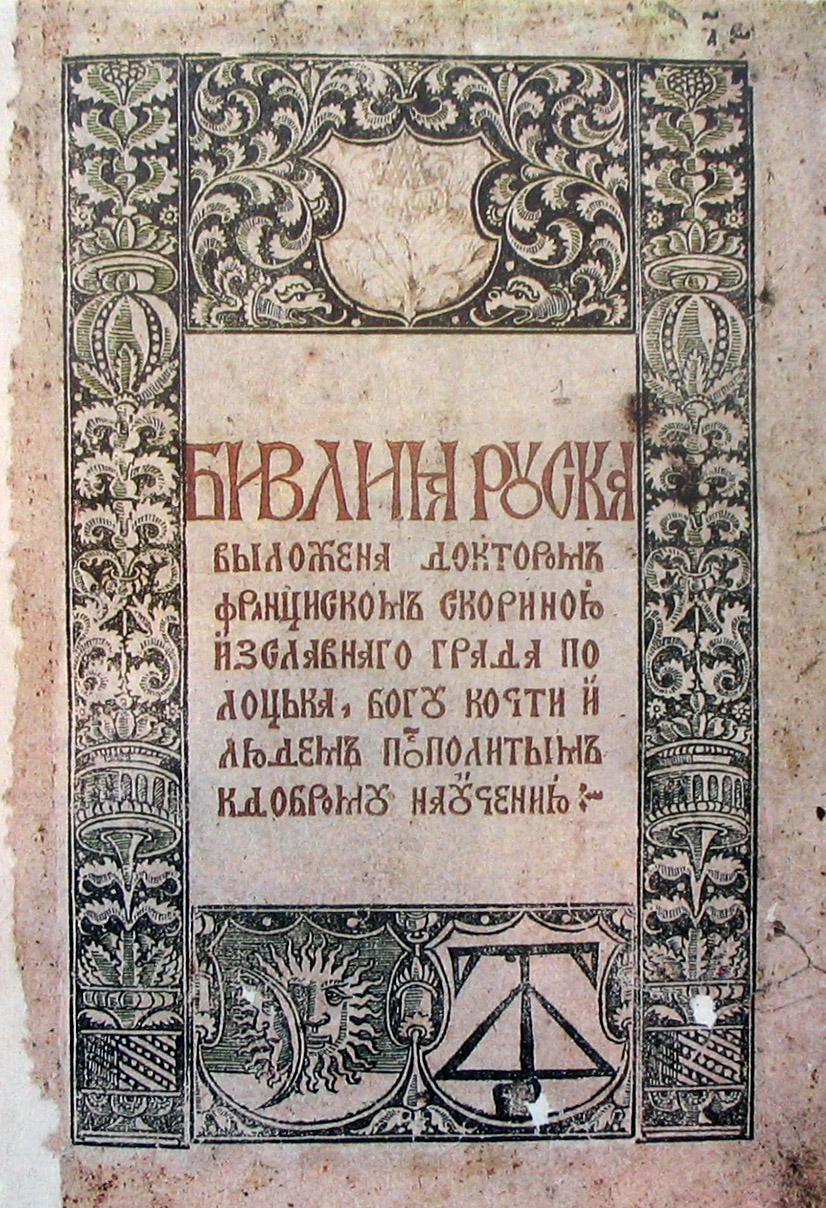
Francis Skaryna's Bijbel (1519)

Sommige geschiedkundigen zijn van mening dat de Litouwse heersers zich alleen om politieke redenen niet tot de orthodoxie hebben bekeerd. De aanname ervan zou Litouwen niet kunnen redden van invasies vanuit het Westen, aangezien de katholieken de orthodoxe "schismatici" met dezelfde vijandigheid behandelden als heidenen. Volgens sommigen hadden de Moskous-Litouwse verdragen van 1384 het begin kunnen zijn van een volledige russificatie van het grootvorstendom Litouwen.
Na de Unie van Krevo in 1385, als gevolg waarvan de heersende dynastie het katholicisme overnam en in het bezit kwam van de Poolse kroon, begonnen met de actieve hulp van de Jagiellonen op Russisch grondgebied katholieke bisdommen te worden gesticht, evenals katholieke kerken en onderwijsinstellingen. Er werden instellingen gebouwd en vertegenwoordigingen van de katholieke ordes van de franciscanen, dominicanen en anderen begonnen zich te verspreiden. Dit was een voortzetting van het beleid van het bewust versterken van de positie van de katholieke staatsreligie op Russisch grondgebied, dat begon in Galicië na de verovering door Casimir III in 1349. Tegelijkertijd werd het bevel van Vytautas aan zijn gouverneurs gehandhaafd om niet aan te dringen op de katholieke doop van de Roethenen, maar deze alleen naar eigen goeddunken uit te voeren.
De praktijk van het toewijzen van aanzienlijke grondbezit aan katholieke instellingen duurde zelfs tijdens perioden van relatieve gelijkheid van rechten tussen orthodoxe christenen en katholieken voort. Na de Unie van Krevo bekleedden katholieke bisschoppen ook een belangrijke positie in de elite, dicht bij de grootvorsten. Studies van de heersende elite van het grootvorstendom Litouwen tijdens het bewind van Vytautas tonen de afwezigheid van Roetheense bojaren daarin. Bijna alle bojaren rond Vytautas beleden het katholicisme.
De bevoorrechte positie die de Litouwse bojaren in de 14e eeuw, na de unie met Polen, verwierven, werd vastgelegd in privileges - speciale wetten waarin klassenrechten en privileges werden vastgelegd. Het recht om te solliciteren naar een aantal belangrijke regeringsposities, om deel te nemen aan de verkiezing van de grootvorst en ook om het grootste deel van de onderscheidingen van de grootvorst te ontvangen, inclusief militaire buit, bleef uitsluitend voorbehouden aan de Litouwse bojaren.
Het beleid om het katholicisme te verspreiden en een katholiek-orthodoxe unie tot stand te brengen, werd in de 14e tot 16e eeuw met wisselende intensiteit gevoerd, maar leverde over het algemeen geen succes op. De overgrote meerderheid van de bevolking van Litouws Roes' bleef trouw aan de orthodoxie. De 16e eeuw werd een heldere mijlpaal in de Roetheense literatuur. Zo publiceerde de pioniersdrukker Francysk Skaryna bijvoorbeeld in 1517-1519 zijn "Roetheense Bijbel", en er ontstonden een aantal belangrijke Roetheense kronieken. Het grootvorstendom Litouwen kende de hoogste economische en culturele groei tijdens de eerste keer dat het deel ging uitmaken van het Pools-Litouwse Gemenebest.

## Roetheense adel
In het Litouws Roes' vond een proces van "roethenisering" van de Litouwse vorsten plaats. Aan het begin van de 15e eeuw bekeerden de meeste vorsten van Litouwse afkomst (de Golsjanski's, veel Gediminiden) zich tot de orthodoxie, ondergingen "culturele assimilatie" en werden gerussificeerd. Onder Vytautas en na zijn dood hadden de Golsjanski's een hoge positie in het politieke leven.
Onder de Ruriken kenden de Roetheense vorsten Novosilsky en Odojevski een hoge mate van onafhankelijkheid. Ze behielden soevereine rechten en bouwden op contractuele basis relaties op met de grootvorsten van Litouwen. Bovendien twijfelden ze in het eerste derde deel van de 15e eeuw nog steeds tussen de grote vorstendommen van Litouwen en Moskou. Hun banden met Litouwen werden pas versterkt na de dood van Vasili I van Moskou in 1425, toen ze trouw zwoeren aan Vytautas.
Ondanks de centralisatie behield een aantal landen van het grootvorstendom Litouwen hun autonomie. Lokale Roetheense bojaren en vorsten behielden hun dominante positie. Een aantal Roetheense vorstendommen behield de facto autonomie, zelfs nadat ze zich bij de woiwodschappen hadden aangesloten. Sommige vorsten (bijvoorbeeld de Droetski's) bleven een belangrijke rol spelen in het bestuur van sommige landen. Gelijktijdig met de centralisatie werd in de 15e eeuw het beleid geïntroduceerd om het grootvorstelijke domein te verdelen, waardoor in het grootvorstendom het particuliere eigendom van land, voornamelijk Litouws, over de hele staat werd hersteld. Op deze manier werd een elite van katholieke Litouwers gecreëerd, die een permanente overheersende positie in de staat verwierven.
Ondertussen ontwikkelde zich sinds de 14e eeuw in Litouwen de traditie van de Roetheense politiek, die religieuze tolerantie definieerde. Dit was een gevolg van de kwantitatieve superioriteit van de Roetheense bevolking, voor wie de autoriteiten goede levensomstandigheden probeerden te creëren. Tijdens de burgeroorlog in het grootvorstendom Litouwen werden de orthodoxen gelijkgesteld met de katholieken, hoewel de Russen niet het recht kregen om de hoogste posities te bekleden.

## Unie van Brest
Pas als resultaat van de Unie van Brest in 1596, waarbij het Litouwse Roes' werd teruggebracht tot de huidige Wit-Russische landen, begon de doelbewuste inprenting van het katholieke geloof, met behoud van orthodoxe rituelen. De strijd tussen Uniaten en Orthodoxe christenen, die in de eerste helft van de 17e eeuw in heel Roethenië oplaaide, leidde tot een reeks onrust en stedelijke opstanden in het Litouwse Roes'. Als resultaat van het verzet tegen het opleggen van de unie onder leiding van de metropoliet van Kiev Peter Mogila en de koning van het Pools-Litouwse Gemenebest Wladislaus Wasa, slaagden de orthodoxen erin om van de autoriteiten van het Pools-Litouwse Gemenebest erkenning te krijgen van het bestaan van de orthodoxe kerk, onafhankelijk van de uniaten. Om de loyaliteit van de orthodoxen, wier sympathieën aan de Russische (Moskovitische) kant lagen, te verzekeren, werden tegen de achtergrond van de Smolensker oorlog hun vroegere rechten hersteld en een deel van de kerken en kloosters aan hen teruggegeven. De uitzondering was het woiwodschap Smolensk, waar de nieuwe bepalingen over religieuze tolerantie niet van kracht waren en waar het eerdere extreem repressieve beleid jegens de orthodoxen werd gehandhaafd. Koning Wladislaus Wasa deed concessies aan de orthodoxen van de regio Smolensk, maar de katholieke adel verzette zich tegen de uitvoering ervan.
Na de Pools-Russische Oorlog van 1654-1667 en de overgang van Kiev en linkeroever-Oekraïne naar het Tsaardom Rusland (Moskovië) verzwakte de positie van de orthodoxe christenen die in het Pools-Litouwse Gemenebest achterbleven, inclusief het Litouwse Roes', opnieuw scherp, aangezien hun aandeel in de staat afnam, en de metropoliet van Kiev oefende voortaan de controle uit van een "vijandige" macht. De druk op de orthodoxen nam in de tweede helft van de 17e eeuw aanzienlijk toe, waardoor de autoriteiten er in de loop van de tijd in slaagden om in de Roes' landen die onder hun controle stonden het uniatisme de dominante religie te maken.
De Poolse taal verdrong het Roetheens als administratieve taal, welke laatste in 1696 definitief werd verboden. Het belangrijkste doel van polonisering en katholicisering was de Roetheense adel, die in de 17e en 18e eeuw stevig fuseerde met het Poolse element van het Pools-Litouwse Gemenebest.
Uiteindelijk speelde de kwestie van de religieuze ongelijkheid in relatie tot de brede massa van de bevolking een beslissende rol bij de interventie van naburige machten in de interne politiek van het Pools-Litouwse Gemenebest, en de daaropvolgende liquidatie ervan.

## Pogingen tot Roetheense emancipatie
Vanaf de tweede helft van de 14e eeuw was de zogenaamde "Roetheense partij" actief in het grootvorstendom Litouwen, bestaande uit orthodoxe adel en geestelijken, die zich verzette tegen de groeiende Poolse invloed op de Litouwse politiek. De Unie van Krevo in 1385 was een ernstige nederlaag voor de Roetheense partij. Ontevredenheid over de politieke en culturele koers van de staat werd de reden voor de steun van de Oost-Slavische bevolking aan een aantal opstanden tegen de heersende dynastie, die echter niet altijd met succes werden bekroond. Tijdens de burgeroorlog van 1432-1438 steunde het grootste deel van de Roetheense adel Švitrigaila, die tegen de Pools-Litouwse unie was, een kleiner deel volgde Sigismund Kęstutaitis. Tijdens de burgeroorlog maakte Sigismund de orthodoxen gelijk met de katholieken, hoewel hij de Russen niet het recht gaf de hoogste posities te bezetten. In 1440 brak de Smolensker opstand uit, die het Litouws-Poolse leger slechts met moeite wist te onderdrukken. In het midden van de 15e eeuw werd Kiev, geleid door de vorsten Olelko Vladimirovitsj en Semjon Olelkovitsj, steeds meer het centrum van consolidatie van de Roetheense strijdkrachten. Daarom liquideerde Casimir IV, na de dood van laatstgenoemde, ondanks de protesten van de stedelingen, het vorstendom Kiev en veranderde het in een woiwodschap, dat als gevolg van het uiteenvallen van de defensiecapaciteit al snel werd verwoest door de Krim-Tataren.
In 1481 organiseerden de orthodoxe Litouws-Roes' vorsten Michail Olelkovitsj, Ivan Golsjanski en Fjodor Belski een complot om de katholieke Casimir IV van de troon te werpen. Het complot werd echter ontdekt, waarna Michail Olelkovitsj en Ivan Golsjanski werden geëxecuteerd. Alleen Fjodor Belski wist naar Moskou te ontsnappen.
Aan de vooravond van de Tweede Moskous-Litouwse Oorlog van 1500-1503 traden een aantal Roetheense vorsten aan de oostelijke rand van de staat, ontevreden over de toenemende schending van de rechten van de orthodoxen, in dienst van de grootvorst van Moskou Ivan III. Een groep Roetheense vorsten steunde de Glinski-opstand van 1508, waarbij ze overliepen naar Vasili III in de Derde Moskous-Litouwse Oorlog van 1507-1508.

Sommige historici merken op dat tegen de tijd van de Vierde Moskous-Litouwse Oorlog van 1512-1522 de bevolking van de oostelijke landen van het grootvorstendom Litouwen volledig was afgekoeld tot het idee om zich bij Moskou aan te sluiten, en aan de vooravond van de Vijfde Moskous-Litouwse Oorlog van 1534-1537 stonden enkele vertegenwoordigers van de Moskouse adel aan de kant van het grootvorstendom Litouwen.

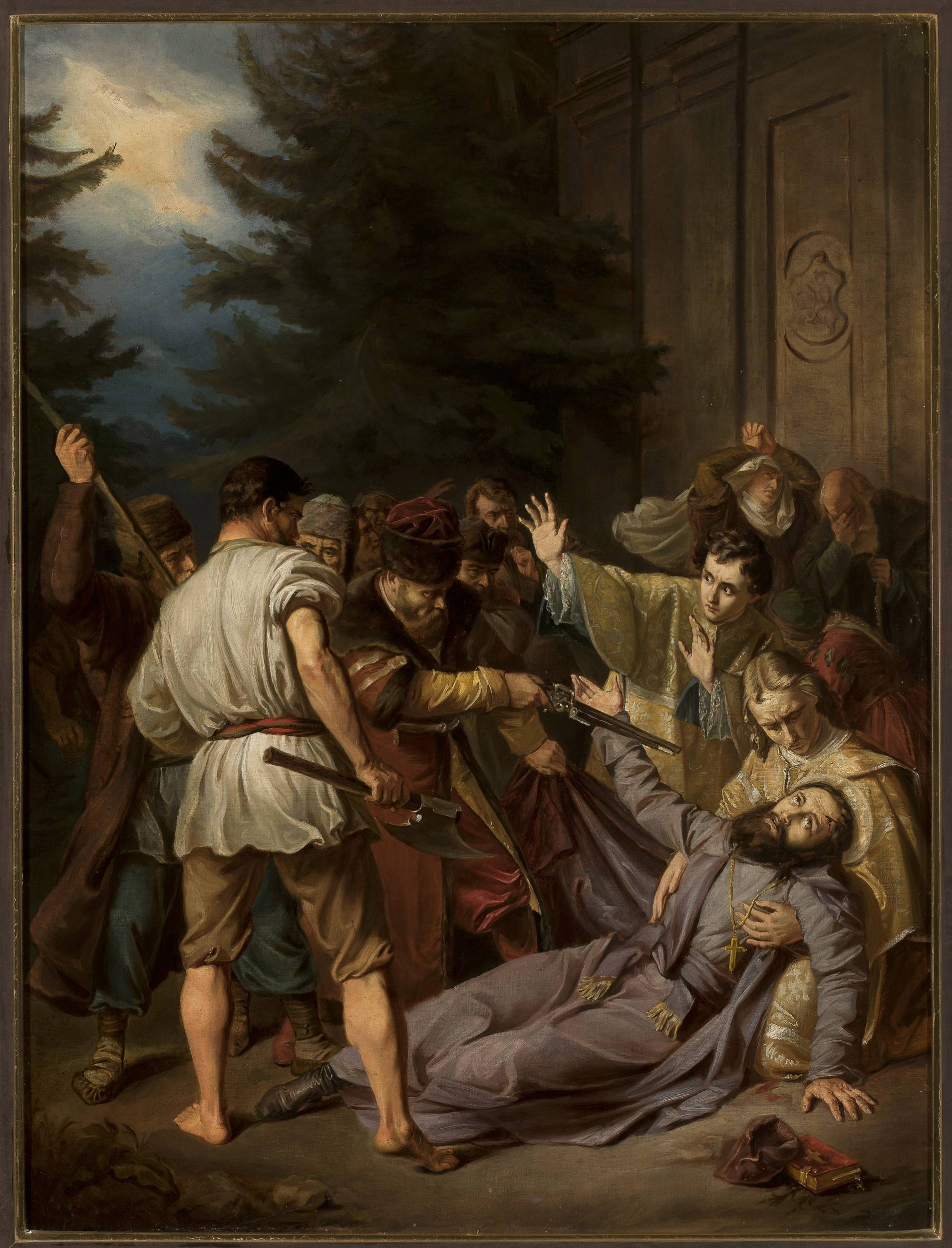
Jozef Zimler. "Martelaarschap van Josafat Kuncewycz", 1861

Na de Unie van Brest in 1596 veroorzaakten officiële pogingen om het uniatisme op te leggen een aantal anti-regeringsprotesten en stadsopstanden, waaronder in Mogilev (1618), Vitebsk (1623) en anderen. De moord op een fervent aanhanger van de unie, bisschop Josafat Kuncewycz in Vitebsk, spoorde de autoriteiten van het Pools-Litouwse Gemenebest aan hun repressieve beleid tegen de orthodoxen te intensiveren. In 1648 steunde de Wit-Russische bevolking breed de bevrijdingsoorlog onder leiding van Bohdan Chmelnytsky. Tijdens de intocht van het Russische (Moskovitische) leger in het grondgebied van het grootvorstendom Litouwen in 1654, na het uitbreken van de Pools-Russische Oorlog van 1654-1667, gaven de meeste Oost-Wit-Russische steden zich zonder slag of stoot over aan de tsaristische troepen en verwelkomden ze de Russische troepen, hoewel sommige historici hiervoor alleen redenen van situationele en praktische aard zien (de numerieke superioriteit van de Russische troepen, slechte voorbereiding voor de verdediging van staatssteden). Vervolgens heroverde het Pools-Litouwse Gemenebest het Wit-Russische land.

### Na annexatie door Rusland
Tijdens het tijdperk van het keizerrijk Rusland vonden in de voormalige Litouws-Roes' landen anti-adel en pro-Russische gevoelens plaats. Tijdens de Poolse opstand van 1863-1864 steunden de orthodoxe boerenmassa's over het algemeen niet de acties van de opstandelingen die pleitten voor het herstel van het Pools-Litouwse Gemenebest binnen de grenzen van 1772. De redenen hiervoor waren de harde maatregelen van de Russische autoriteiten om de opstand te onderdrukken, de concessies van de Russische autoriteiten aan de boeren tijdens de opstand, en het besluiteloze agrarische beleid van de leiders van de opstand.

## Differentiatie van de Roetheense bevolking
Volgens Boris Flory vond de etnische differentiatie tussen Oekraïners en Wit-Russen plaats na de Unie van Lublin, toen het grootvorstendom Litouwen slechts een deel van zijn Roetheense landen behield, en het andere deel naar de Poolse Kroon ging. De grenzen van de etnische landen van beide Oost-Slavische volkeren vallen tegenwoordig praktisch samen met de grenzen van beide samenstellende delen van het Pools-Litouwse Gemenebest. De reden hiervoor was volgens Flory de verschillende sociale ordes in de Poolse en Litouwse landen. Zo fungeerde het afgeknotte Litouws Roes' na de Unie van Lublin als de bakermat van het Wit-Russische volk.